# Élisa Martin
Élisa Martin, née le 15 mai 1972 à Nancy, est une femme politique française. Membre de La France insoumise (LFI), elle est élue députée le 19 juin 2022 dans la troisième circonscription de l'Isère.

## Formation et carrière professionnelle
Élisa Martin est née à Nancy (Meurthe-et-Moselle) le 15 mai 1972. Après avoir suivi des études de philosophie, elle devient professeur de français et exerce plusieurs années dans les quartiers populaires de Grenoble, notamment au collège Lucie-Aubrac et au collège olympique, établissements actuellement situés dans sa circonscription.

## Parcours politique

### Adjointe au maire de Saint-Martin-d'Hères
En 1999, à l'occasion d'une élection municipale partielle, Élisa Martin, sous les couleurs du PS, fait son entrée au conseil municipal de Saint-Martin-d'Hères, une commune de la ceinture rouge grenobloise. Elle rejoint l'équipe du maire René Proby (PCF) et devient adjointe chargée de la petite enfance, à l'âge de 26 ans. Elle est reconduite dans ses fonctions après les élections municipales de 2001 et de 2008.

### Conseillère régionale de Rhône-Alpes

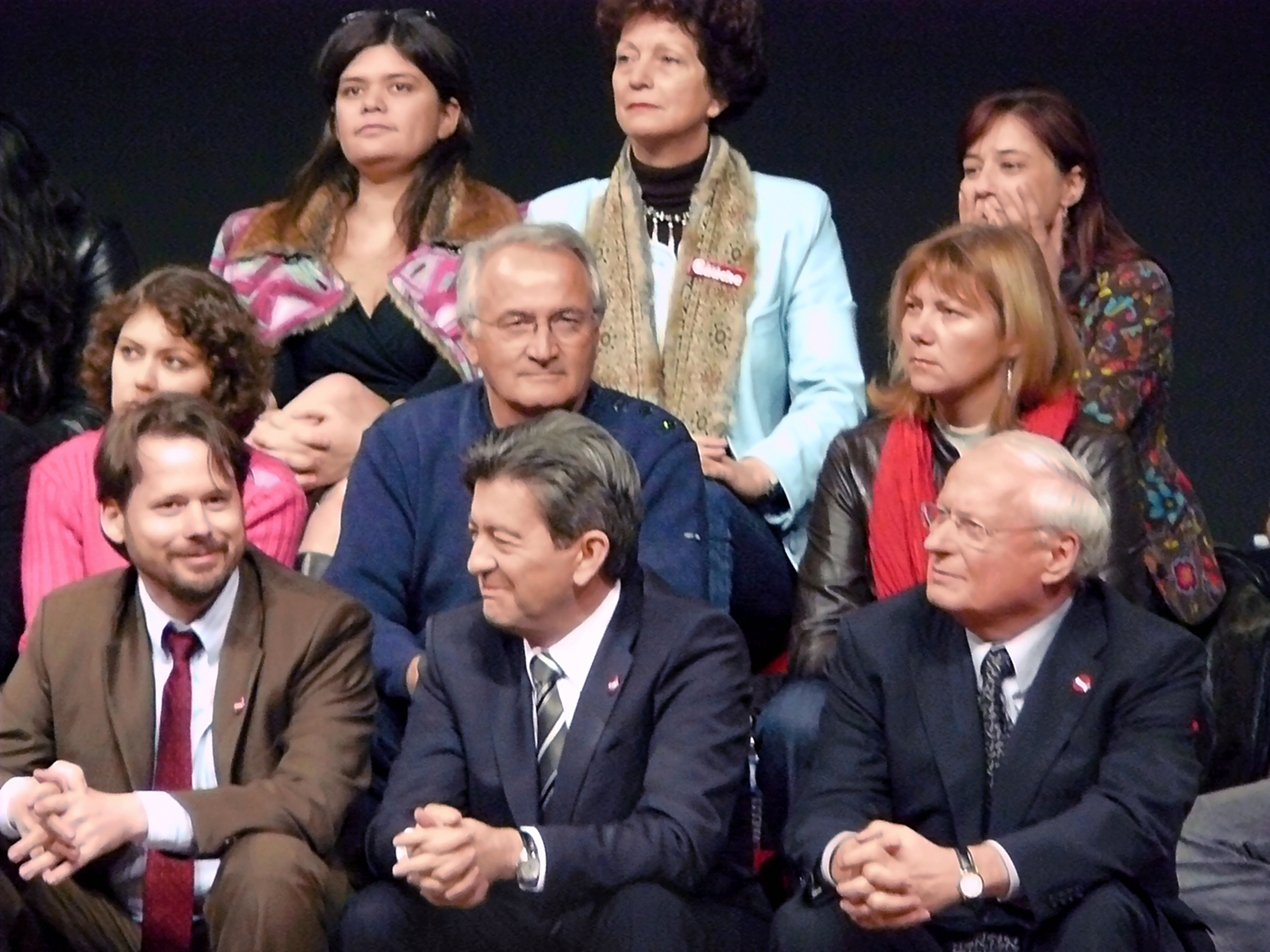
Élisa Martin (en haut à droite), lors du meeting de création du Parti de gauche, en 2008.

En 2004, Élisa Martin est élue conseillère régionale de la région Rhône-Alpes. Fin 2008, elle quitte le PS pour participer à la fondation du Parti de gauche aux côtés de Jean-Luc Mélenchon. Elle crée un groupe PG au conseil régional, dont elle prend la présidence.
Lors des élections régionales de 2010 en Rhône-Alpes, elle est tête de liste du Front de gauche. Sa liste obtient 6,3 % des suffrages exprimés et fusionne entre les deux tours avec la liste socialiste conduite par Jean-Jack Queyranne qui sera victorieuse au second tour, ce qui permet à Élisa Martin d'être réélue conseillère régionale.

### Première adjointe au maire de Grenoble
En vue des élections municipales de 2014, Élisa Martin participe à la constitution de la liste « Grenoble, une ville pour tous » fédérant le Parti de gauche, Europe écologie Les Verts et des mouvements citoyens locaux. Elle figure en deuxième position sur cette liste conduite par Éric Piolle. Elle est nommée première adjointe au maire à la suite de la victoire de cette liste, et reçoit une délégation à la Tranquillité publique.
Les élections municipales de 2020 reconduisent la majorité sortante et Élisa Martin conserve son mandat de première adjointe. Elle est déléguée aux Quartiers populaires et Égalité républicaine. Elle est également conseillère métropolitaine de Grenoble-Alpes Métropole et présidente du bailleur social Actis.

### Députée de l'Isère
En mai 2022, Élisa Martin est investie candidate de la Nouvelle Union populaire écologique et sociale dans la troisième circonscription de l'Isère en vue des élections législatives des 12 et 19 juin. Elle arrive largement en tête du premier tour avec 42,5 % des suffrages exprimés. Puis elle remporte le second tour avec 57,5 % des suffrages exprimés face à la députée sortante Émilie Chalas (Renaissance, majorité présidentielle). Son suppléant est Jérôme Dutroncy, conseiller municipal d'opposition à Fontaine,.
Afin de ne pas cumuler les mandats, Élisa Martin démissionne de ses fonctions de première adjointe au maire de Grenoble dans la foulée de son élection en tant que députée.
En 2024, Élisa Martin est candidate dans la même circonscription pour le Nouveau Front populaire. Elle arrive en tête du premier tour avec 42,8 % des suffrages exprimés, un score quasi identique à celui de 2022, et est réélue au second tour avec 69,61% des suffrages face à la candidate Rassemblement national, Christel Dupré, qui récolte 30,39% des voix.
En avril 2025, alors qu'une série de blocages est organisé à l’Institut d'études politiques de Grenoble en réaction à une série de sanctions prises par la direction et qu'un bras de fer entre les militants pro-palestiniens et la direction s’engage, des slogans et des pancartes étant placardés sur les murs aux côtés des drapeaux palestiniens ou antifasciste, les bloqueurs reçoivent le soutien d'Élisa Martin. Elle déclare que « la jeunesse a raison de soutenir le peuple palestinien ».

## Affaire judiciaire
En juin 2024, après que Le Canard enchaîné a révélé qu'Éric Piolle aurait demandé à l'un de ses plus proches conseillers de rétrocéder une partie de son salaire à son ancienne première adjointe, le parquet de Grenoble ouvre une enquête visant les trois protagonistes de cette affaire pour « concussion » et « recel de concussion »,. Elle est accusée d'avoir touché 400 euros, versés de la main à la main, par mois pendant trois ans et demi (16 800 euros au total), alors qu'elle était première adjointe du maire de Grenoble Éric Piolle.